# Westland Marathon 1989
De Westland Marathon 1989 werd gehouden op zaterdag 8 april 1989. Het was de twintigste editie van deze marathon. Start en finish lagen in Maassluis.
De Nederlander John Vermeule won de wedstrijd in 2:12.22. Hij was bijna een minuut sneller dan de Belg Dirk Vanderherten. Bij de vrouwen was de Sojet-Russische Sirje Eichelmann het snelste; zij finishte in 2:46.05.
In totaal finishten er 610 deelnemers, waarvan 584 mannen en 26 vrouwen.

## Uitslagen

### Mannen
| rang   | naam                  | land | tijd    |
| ------ | --------------------- | ---- | ------- |
| Goud   | John Vermeule         | NED  | 2:12.22 |
| Zilver | Dirk Vanderherten     | BEL  | 2:13.15 |
| Brons  | Tonnie Dirks          | NED  | 2:13.16 |
| 4      | Edward Rydzewski      | POL  | 2:15.55 |
| 5      | Aart Stigter          | NED  | 2:16.39 |
| 6      | Jan van Rijthoven     | NED  | 2:16.57 |
| 7      | Gerard Smit           | NED  | 2:17.54 |
| 8      | Willy Vanhuylenbroeck | BEL  | 2:18.02 |
| 9      | Cor Saelmans          | BEL  | 2:18.12 |
| 10     | Dariusz Kaczmarski    | POL  | 2:18.57 |
| 11     | Gerard Helme          | ENG  | 2:19.46 |
| 12     | Patrick Van Der Maele | BEL  | 2:20.19 |
| 13     | Eric Williams         | ENG  | 2:20.21 |
| 14     | René Stam             | NED  | 2:20.24 |
| 15     | Joost Casteele        | BEL  | 2:21.24 |
| 16     | Kees Kraaienveld      | NED  | 2:21.33 |
| 17     | Danny Pauwelijn       | BEL  | 2:22.21 |
| 18     | Andrzej Kaniak        | POL  | 2:22.44 |
| 19     | Pascal Ramont         | BEL  | 2:22.48 |
| 20     | Michel de Maat        | NED  | 2:24.24 |

### Vrouwen
| rang   | naam             | land | tijd    |
| ------ | ---------------- | ---- | ------- |
| Goud   | Sirje Eichelmann | URS  | 2:46.05 |
| Zilver | Mieke Hombergen  | NED  | 2:46.56 |
| Brons  | Joke Kleijweg    | NED  | 2:48.53 |
| 4      | Maria Kawiorska  | POL  | 2:49.23 |

1969 ·
1970 ·
1971 ·
1972 ·
1973 ·
1974 ·
1975 ·
1976 ·
1977 ·
1978 ·
1979 ·
1980 ·
1981 ·
1982 ·
1983 ·
1984 ·
1985 ·
1986 ·
1987 ·
1988 ·
1989 ·
1990 ·
1991 ·
1992 ·
1993 ·
1994 ·
1995 ·
1996 ·
1997 ·
2014